# Helina medogensis
Helina medogensis är en tvåvingeart som beskrevs av Wang, Wang och Xue 2006. Helina medogensis ingår i släktet Helina och familjen husflugor. Inga underarter finns listade i Catalogue of Life.